# Lotte nell'ombra
Pour plus de détails, voir Fiche technique et Distribution.
Lotte nell'ombra est un film d'espionnage italien réalisé par Domenico Gambino et sorti en 1938.
Il s'agit d'un film de propagande fasciste avec quelques élements de science-fiction.

## Synopsis
Des espions étrangers parviennent à mettre la main sur une formule d’explosif nouveau inventé par un scientifique italien. Afin de décrypter le code secret de la formule, ils kidnappent la secrétaire mais comme elle se refuse a parler, ils la menacent de torturer son petit ami. Ce dernier n'est autre que l’assistant de l’inventeur, qu'ils ont capturer. Avant qu'elle ne cède à leur exigence, le jeune homme parvient à se libérer et à sauver la sa fiancée ainsi que la formule. Les espions sont alors attraper et vaincu.

## Fiche technique
- Titre original italien : Lotte nell'ombra[2]
- Réalisation : Domenico Gambino
- Scénario : Domenico Gambino, Sergio Amidei
- Production : Tullio Taormina
- Photographie : Tamás Keményffy (it)
- Montage : Giorgio Simonelli
- Musique : Ulisse Siciliani
- Décors : Giorgio Pinzauti
- Société de production : Diana Film S.A.
- Pays de production :  Italie
- Langue originale : italien
- Format : Noir et blanc - 1,37:1 - Son mono - 35 mm
- Durée : 88 minutes
- Genre : film d'espionnage
- Dates de sortie :
  - Royaume d'Italie : 23 novembre 1938

## Distribution
- Antonio Centa : Mario
- Paola Barbara : Olga
- Renato Cialente : Korsanoff
- Silvana Jachino : Dora
- Febo Mari : Landi
- Carlo Tamberlani :
- Roberto Bianchi Montero :
- Luis Mottura : Dupressiulles
- Gino Raffaelli : l'ingénieur
- Giorgio Capecchi :
- Carlo Duse : Blanchard
- Renzo Merusi : Vittorio
- Mario Molfesi :
- Carlo Lombardi :
- Mario Mari :
- Diana Di San Martino :
- Dria Paola :
- Mario Revera :